# Scythris elenae
Scythris elenae is een vlinder uit de familie dikkopmotten (Scythrididae). De wetenschappelijke naam is voor het eerst geldig gepubliceerd in 2000 door K. Nupponen.
De soort komt voor in Europa.